# Johannes Verhulststraat
De Johannes Verhulststraat is een straat in het Amsterdamse stadsdeel Zuid, genoemd naar de Nederlandse componist en dirigent Johannes Verhulst.
De straat loopt parallel aan, ten noorden van de De Lairessestraat tussen de Jan Willem Brouwersstraat en de Lassusstraat en wordt doorkruist door de Jacob Obrechtstraat, Banstraat, Cornelis Schuytstraat, Emmastraat en Dufaystraat.
De straat is omstreeks 1900 aangelegd in een van oorsprong landbouwgebied met slootjes, akkers en weilanden. Voor de aanleg van de straat zijn ten minste twee boerderijen gesloopt. Tussen 1900 en 1903 lieten projectontwikkelaars als Exploitatie Maatschappij Aurora aan de straat aaneengesloten huizenblokken bouwen met herenhuizen, etagewoningen en winkels bouwen, ontworpen door architecten als L. van der Tas, S.P. Herfst, J. Lenderik, J.W.F. van Schaik, A. de Geus van de Heuvel, H.T. Staring, G. Voorvelt en L.D. Popp in de stijlen neorenaissance en art nouveau.

## Trivia
- De componist Alphons Diepenbrock heeft met zijn gezin op de Johannes Verhulststraat 89 gewoond. Diepenbrock had een afschuw van de muziek van Verhulst, die hij als veel te conservatief bestempelde. Later waren hun dochter Joanna Diepenbrock en haar zoon Florian Diepenbrock de bewoners van het huis. Florians vader Jan Engelman trok in 1967 bij zijn zoon in en is in 1972 in het huis overleden. In 2017 werd bekend dat het pand door de huidige eigenaar geheel wordt gerenoveerd. Het Amsterdamse Stadsdeel Oud-Zuid kon door het Cuypersgenootschap niet worden overtuigd het pand tot gemeentelijk monument te bestemmen.[1]

- Eens in de zoveel jaar wordt er, vlak voor 1 april, een open huis aangekondigd in de kranten voor de verkoop van Johannes Verhulststraat 100 tegen een belachelijk laag bedrag. Iedere keer trappen hier weer mensen in en komen erop af omdat de term Nummer 100 als eufemisme voor WC niet meer zo in zwang is. Om die reden bestaat er in ieder geval geen Johannes Verhulststraat 100 en de mensen lopen dan zoekend en vragend door de buurt.